# روس كيمب
روس كيمب (بالإنجليزية: Ross Kemp)‏ هو صحفي ومقدم تلفزيوني ومنتج تلفزيوني ومؤلف وممثل بريطاني، ولد في 21 يوليو 1964 في المملكة المتحدة. من الجوائز التي نالها British Academy Television Award for Best Factual Series or Strand ‏ سنة 2007.

## أعمال

### مسلسلات
- إيست إندرز

## جوائز وترشيحات
جوائز
- British Academy Television Award for Best Factual Series or Strand [الإنجليزية]‏ (2007)

ترشيحات
- British Academy Television Award for Best Factual Series or Strand [الإنجليزية]‏ (2009)

## وصلات خارجية
- روس كيمب على موقع IMDb (الإنجليزية)
- روس كيمب على موقع ألو سيني (الفرنسية)
- روس كيمب على موقع ميوزك برينز (الإنجليزية)
- روس كيمب على موقع أول موفي (الإنجليزية)
- روس كيمب على موقع إن إن دي بي (الإنجليزية)
- روس كيمب على موقع قاعدة بيانات الفيلم (الإنجليزية)
- روس كيمب على موقع كينوبويسك (الروسية)